# Майер, Вольфганг
Вольфганг Майер — немецкий математик, профессор в университете Мюнстера.

## Биография
Защитил диссертацию в 1965 году в Боннском университете под руководством Фридрих Хирцебруха и Вильгельма Клингенберга. Работал в университете штата Нью-Йорк в Стоуни-Бруке. С 1977 года профессор в Мюнстере. В 2001 году ушёл на пенсию.

## Вклад
- Совместно с Детлефом Громолом[нем.] построил так называемую Сфера Громола — Майера[нем.] — экзотической сферы с римановой метрикой неотрицательной секционной кривизны.